# Mycena meliigena
Mycène corticole
Espèce
Synonymes
- Agaricus meliigena Berk. & Cooke[3]
- Mycena meliigena f. alba Courtec.[3]
- Prunulus meliigena (Berk. & Cooke) Murrill[3]

Mycena meliigena, la Mycène corticole, est une espèce de champignons basidiomycètes de l'ordre des Agaricales appartenant à famille des Mycenaceae. Cette petite Mycène de l'hémisphère Nord en forme de parapluie rose brun-rouge pousse en automne sur les écorces moussues des arbres feuillus vivants où elle se nourrit de la lignine des cellules mortes.

## Systématique
La Mycène corticole partage avec le genre Mycena sa silhouette typique dite « mycenoïde », sa petite taille, son chapeau en cloche, son pied filiforme sans anneau et sans voile, sa sporée blanche et la présence de cystides sur les lames ainsi que son écologie saprotrophe.
Elle appartient à la section des Supinae qui comprend sept espèces en Europe et partage avec elles sa très petite taille, sa cuticule visqueuse et séparable, son pileus coloré, ses lames adnées, ses spores globuleuses et son écologie corticole,

## Description

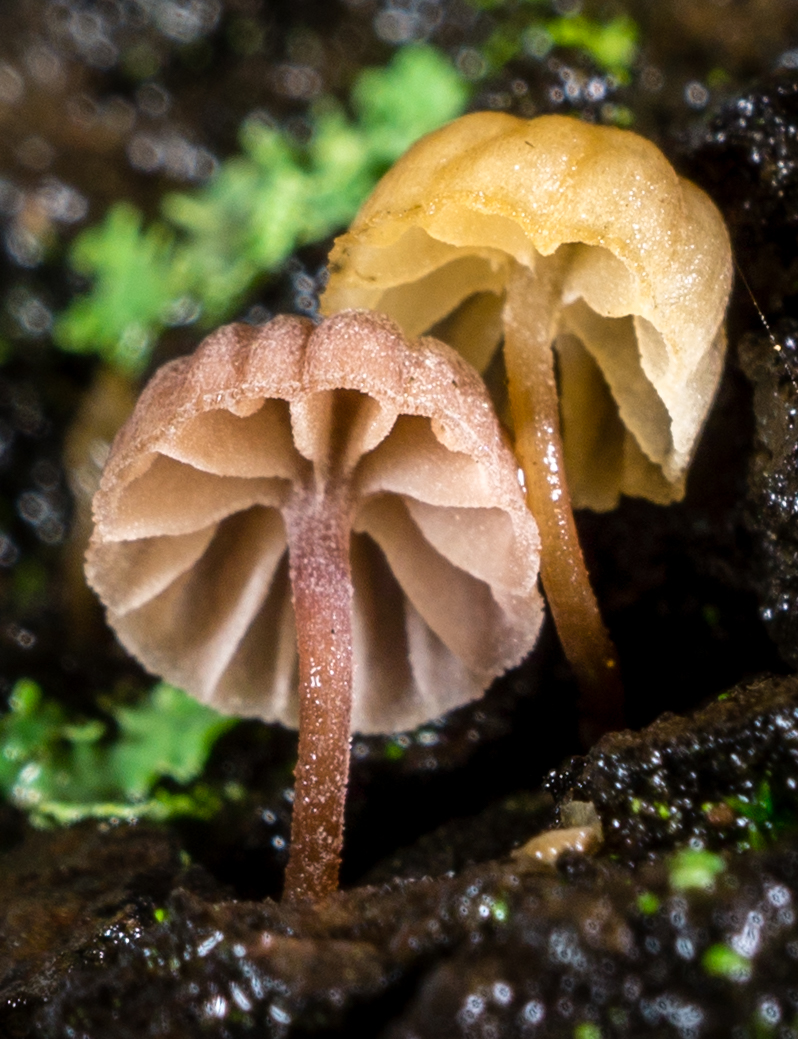
Mycena meliigena (Californie, USA)

La Mycène corticole produit un sporophore mesurant de 2 à 10 mm de diamètre, hémisphérique, parabolique à convexe, souvent un peu aplati à déprimé au centre, et cannelé-plissé sur ses flancs. Il est plutôt translucide et recouvert de pruine et coloré de rouge vinacé, rose brunâtre, violet foncé voire de brun pâle avec une teinte lilacée, devenant plus brunâtre avec l'âge. Ses lames, au nombre de 6 à 14, adnées à légèrement décurrentes, espacées sont colorées d'un blanc pâle devenant blanchâtres  avec le temps puis grisâtre à brunâtre. Le pied, mesurant de 4 à 20 mm de long pour 0,2 à 1 mm d'épais, est souvent incurvé, pruineux et brillant ; sa couleur est similaire à celle du chapeau. Sa base est densément couverte de longs filaments blancs nommés byssus. Son odeur et son goût sont faibles,.
Mycena meliigena produit des basides claviformes bouclées à 4 spores ou non bouclées à 2 spores. Ses spores globuleuses et amyloïdes mesurent 8 à 11 µm pour 8 à 9,5 µm mais celles provenant de basides à 2 spores peuvent mesurer jusqu'à 14,5 µm. Ses lamelles présentent sur leurs arêtes des cheilocystides claviformes mélangées avec les basides mesurant 15 à 40 µm pour 6 à 14 µm. Elles ne présentent pas de pleurocystides.

Mycena meliigena, la Mycène corticole
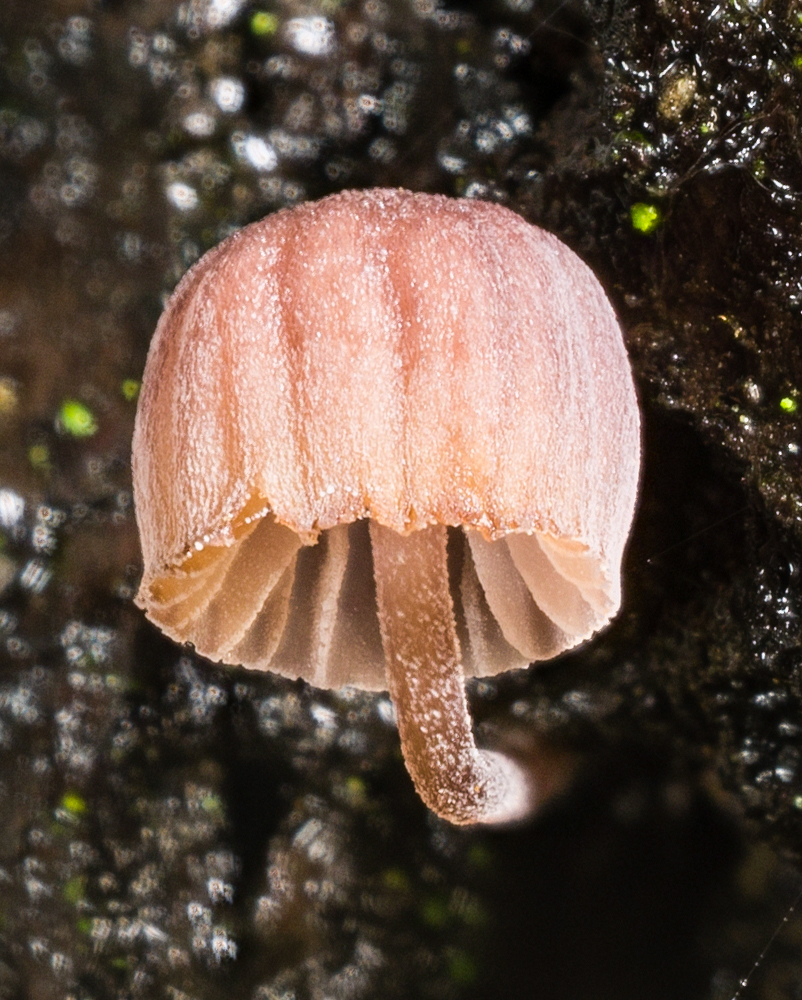
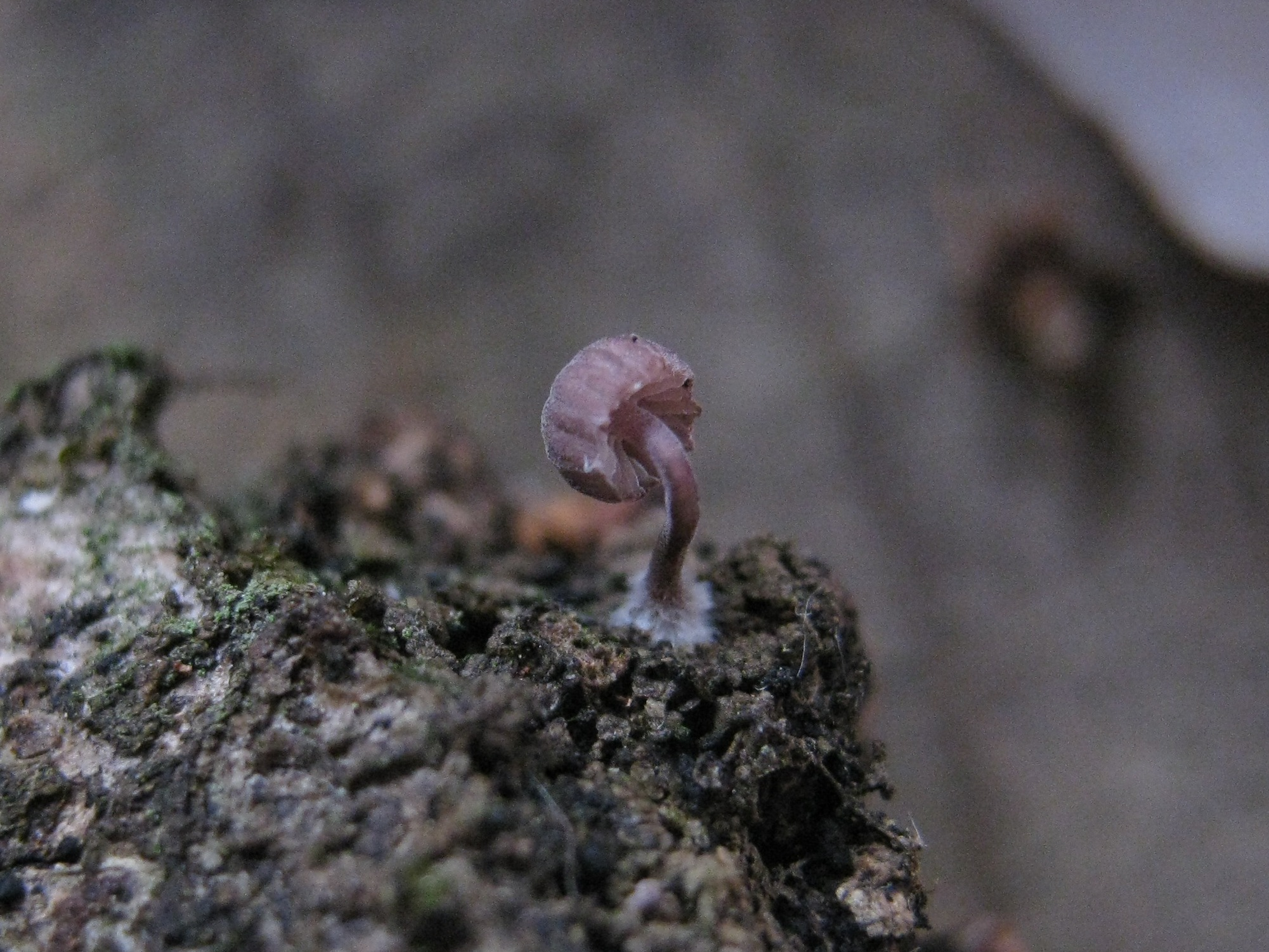
Byssus
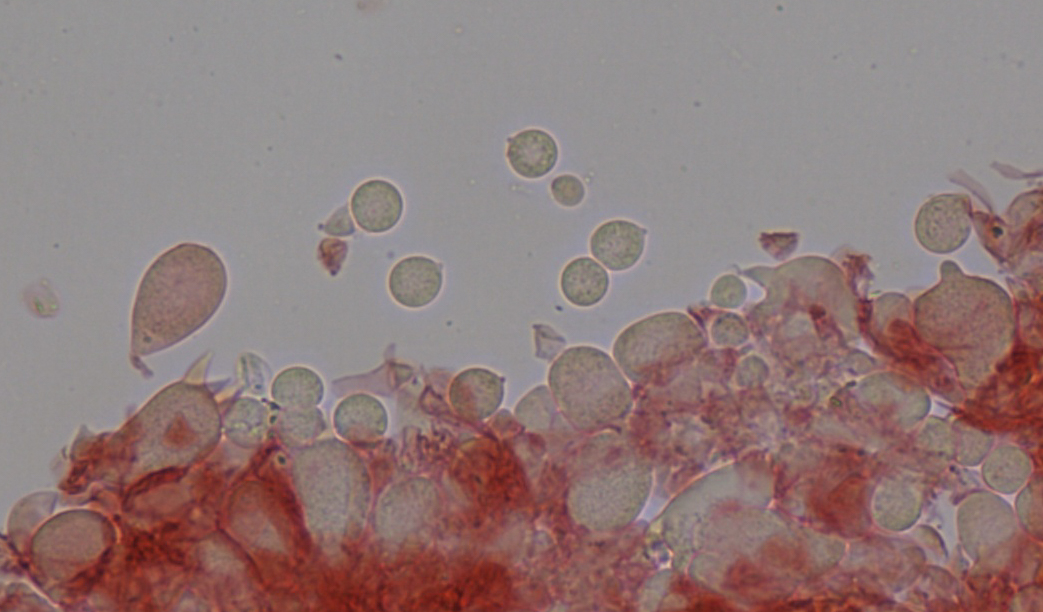
Basides et spores
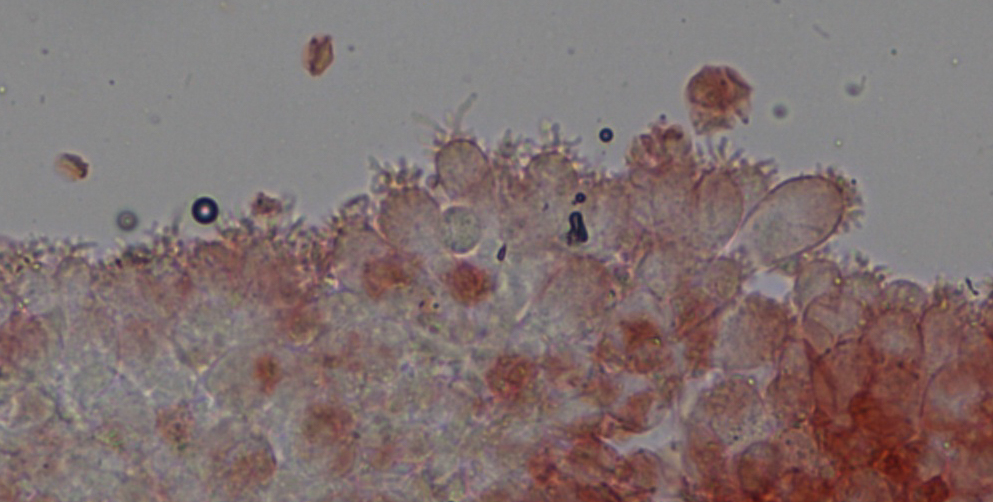
Cheilocystides, sur les arêtes des lames.
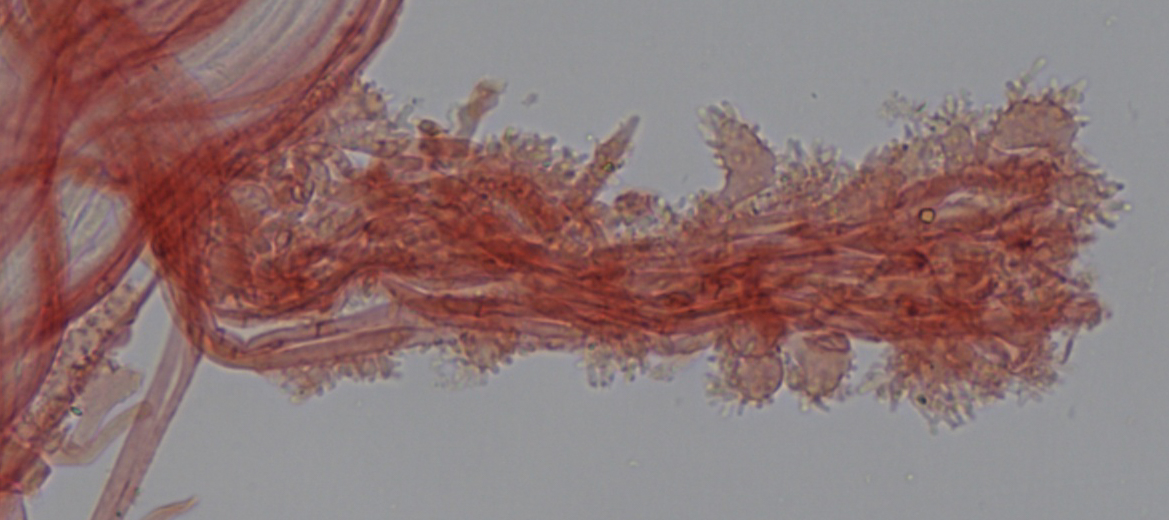
Caulocystides, sur le pied.

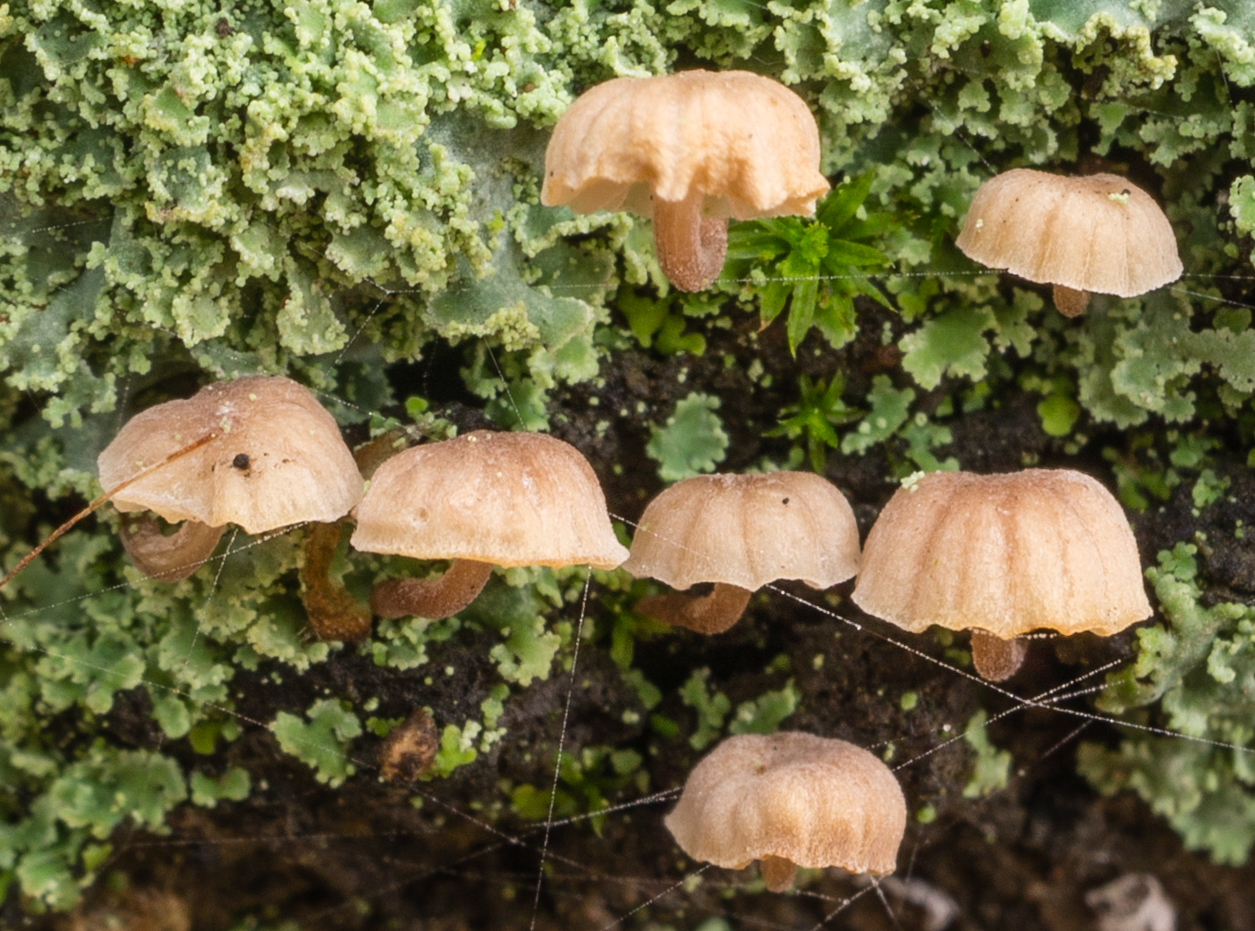
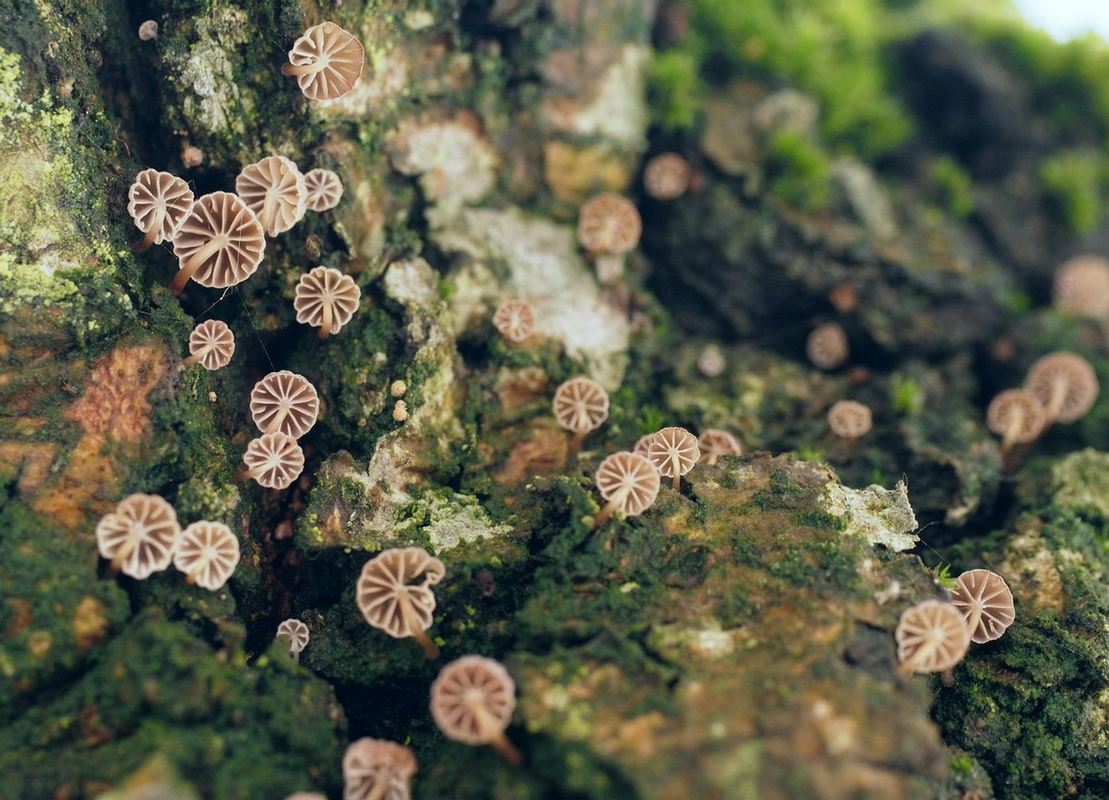
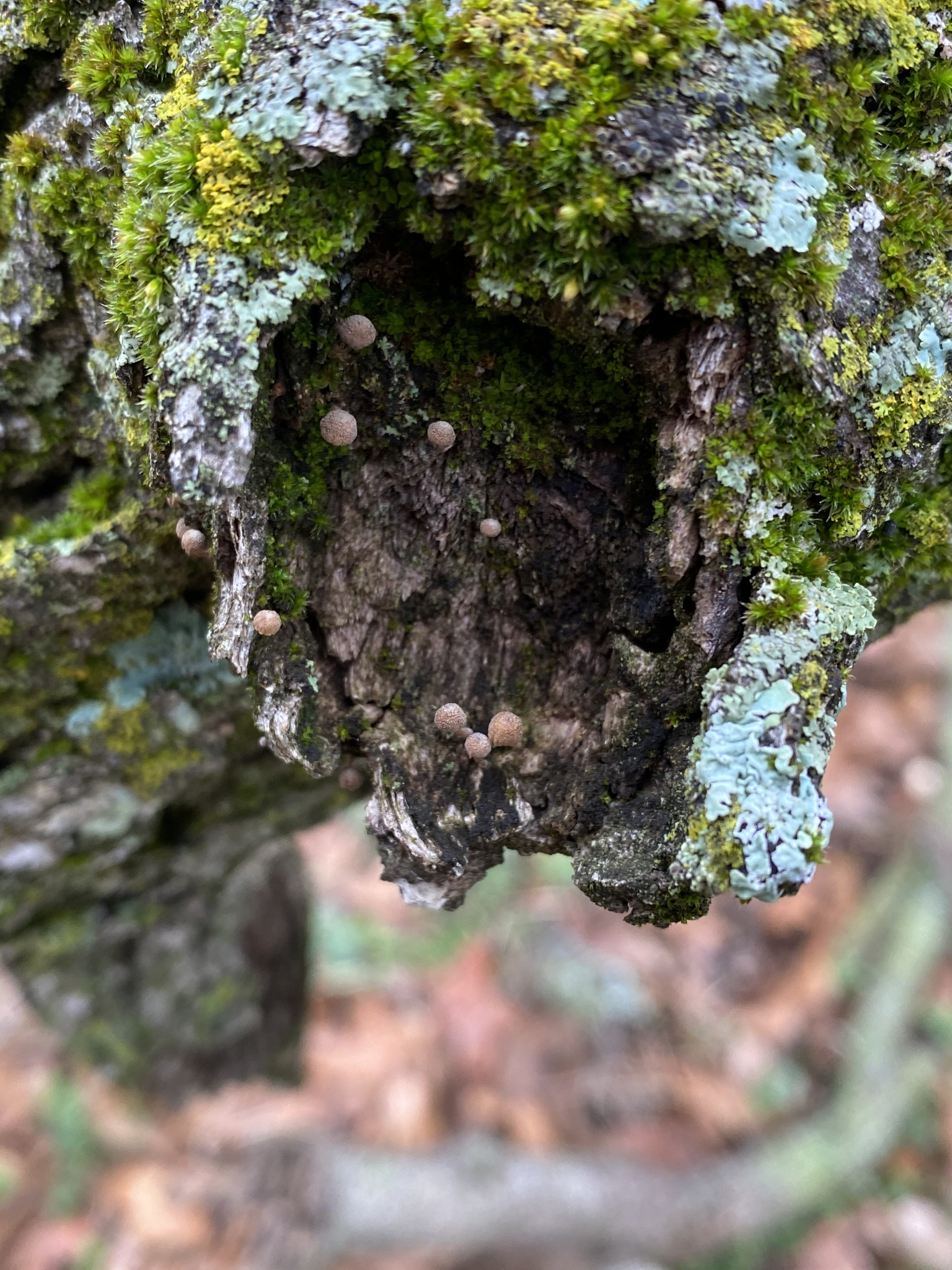
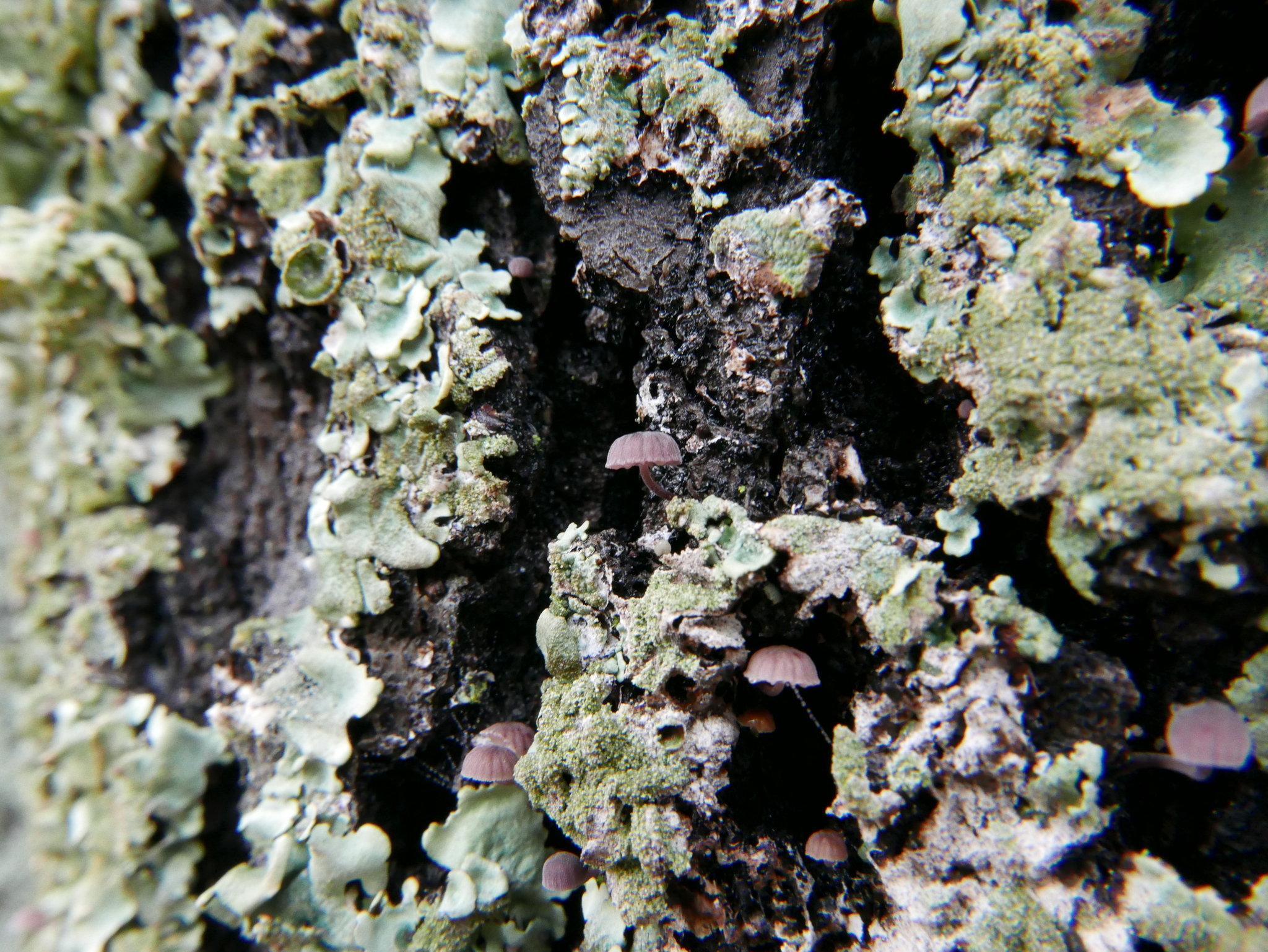
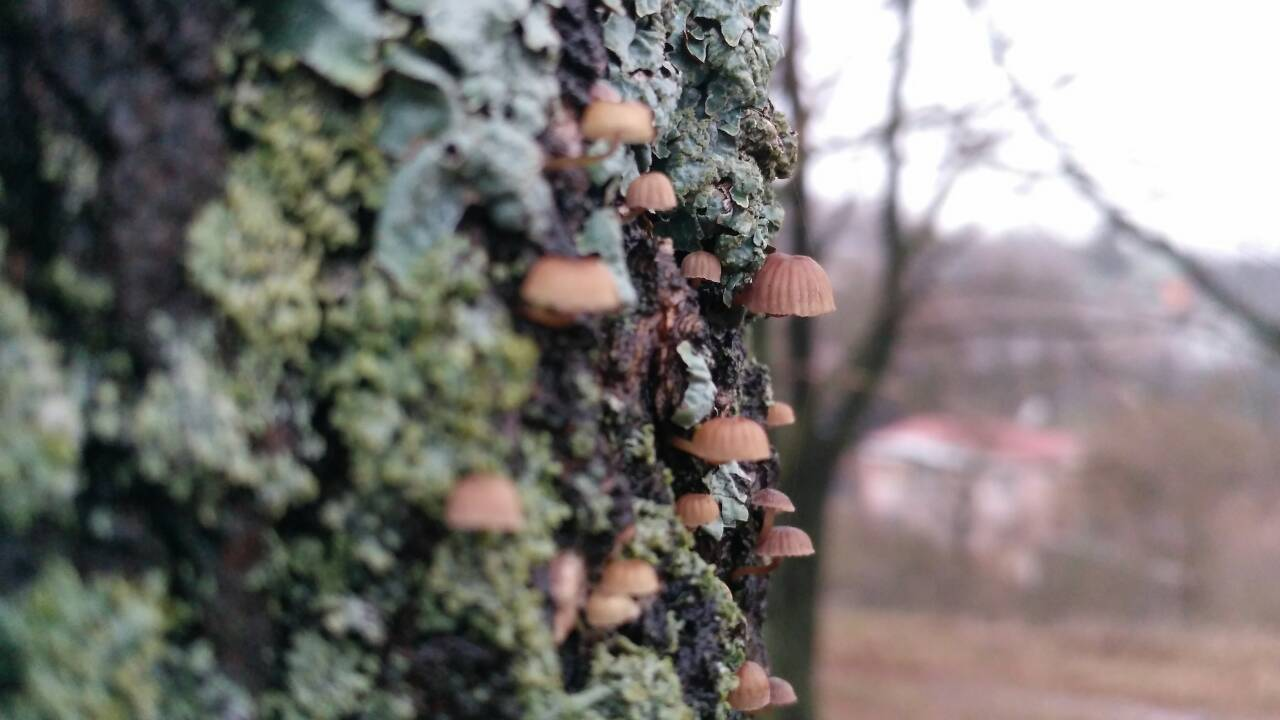

## Forme et variétés
- Mycena meliigena f. alba Courtec., 1986 : forme au chapeau crème pâle[8],[9].
- Mycena meliigena var. grisea J. Aug. Schmitt, 2020 : variété aux lames grises[10],[9].
- Mycena meliigena var. microspora J. Aug. Schmitt, 2020 : variété aux spores plus petites que le type[10],[9].

## Confusions possibles

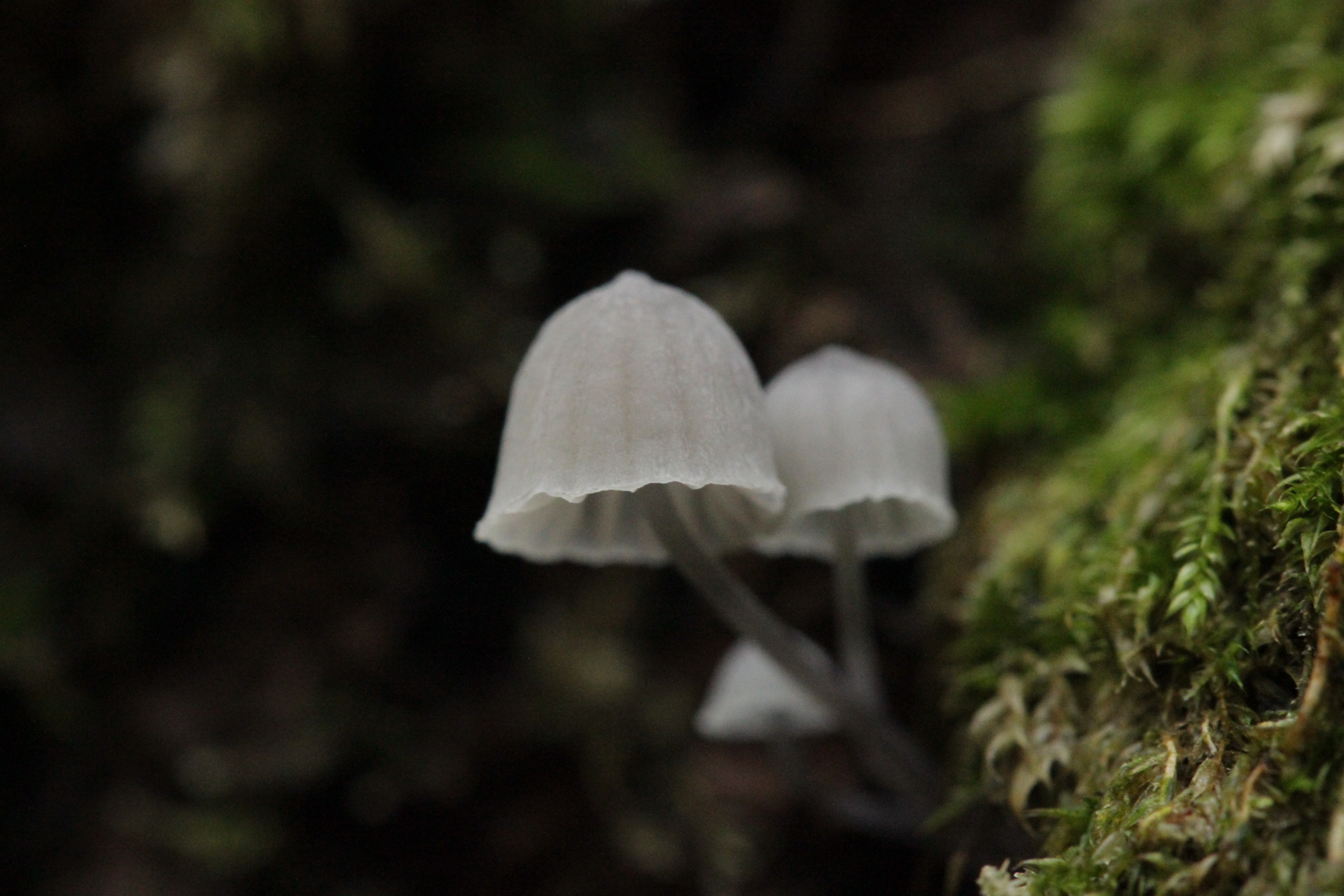
Mycena pseudocorticola

La Mycène corticole est caractérisée par son habitat sur écorce d'arbres feuillus et ses couleurs rose brun rouge. Elle peut cependant être confondue avec Mycena venustula dont les arêtes des lames sont franchement roses et avec la Mycène corticole bleue (Mycena pseudocorticola) normalement colorée d'un bleu gris ; mais lorsque les deux espèces vieillissent, elles brunissent et leur coloration se rapprochent. D'un point de vue microscopique, elles sont également assez similaires.

## Écologie
La Mycène corticole pousse sur l'écorce, quelquefois nue mais généralement recouverte de mousse, de divers arbres à feuilles caduques vivants durant les saisons humides principalement à l'automne mais aussi à la fin de l'été et en hiver,. De rares mentions font état d'une présence sur conifères sur Douglas et Pin.
Plus précisément, Mycena meliigena développe son mycélium uniquement à l'intérieur du rhytidome, qui est la partie externe de l'écorce constituée de couches de cellules mortes superposées du phelloderme, du phellème et du phloème secondaire non fonctionnel. Toutes les cellules du rhytidome, à l'exception des cellules de phellème subérisées, sont lignifiées. Le mycélium pénètre, à une vitesse de 1 à 2 millimètres en 20 semaines, les couches subérisées du phéllème en érodant ses parois cellulaires. Dans le phloème non fonctionnel, les hyphes se déplacent à travers les lumens entre les tubes criblés, les cellules compagnes et le parenchyme. Elles restent au milieu de la paroi secondaire, créant des cavités en forme de croissant qui s’élargissent progressivement pour laisser un motif en nid d'abeille. Ce champignon présente donc des schémas de délignification sélective et de dégradation non sélective de la paroi cellulaire également observés chez certaines espèces de la pourriture fibreuse. Écologiquement, il s'agit donc d'un saprotrophe du rhytidome des arbres vivants.

## Distribution
Cette espèce est largement répandue sur l'ensemble de l'écozone holarctique dont l'Europe, y compris les pays francophones, mais elle est peu courante,,.